# 黃惠
黃惠（?—?），字成迪，福建福州永泰县白云人，清朝政治人物。同進士出身。
乾隆十九年（1754年），登甲戌科進士，任江西高安县知县，瑞州通判。曾參與編修乾隆年間的《福建续志》、《福州府志》，并于乾隆二十六年編修《麟峰黄氏家谱》，他的著作有《余事斋诗文集》。